# Tommy Wieringa

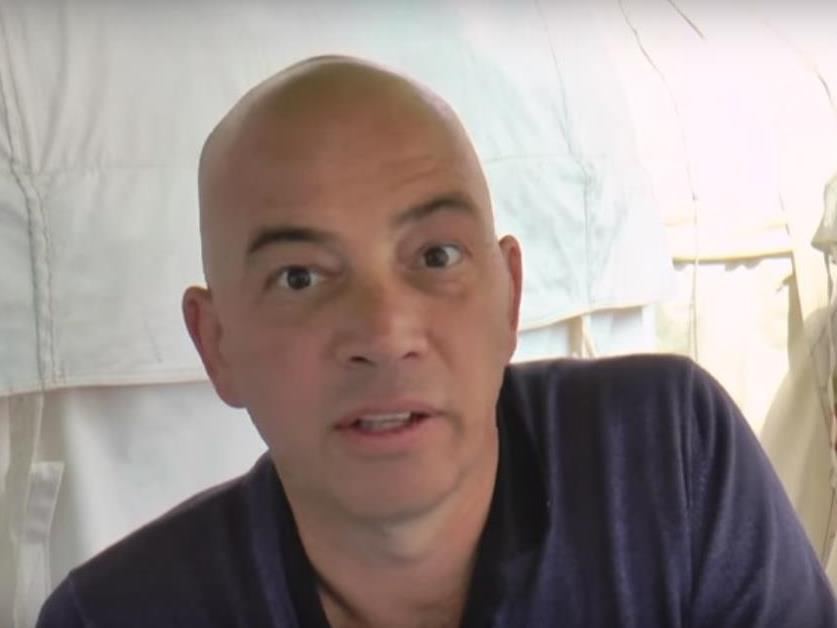
Wieringa (2015)

Tommy Wieringa (* 20. Mai 1967 in Goor in der Gemeinde Hof van Twente, Provinz Overijssel, Niederlande) ist ein niederländischer Schriftsteller.

## Leben
Wieringa verbrachte einen großen Teil seiner Jugend auf Aruba. Er studierte Geschichte und Journalistik an der Universität Utrecht. Nach eigenen Aussagen verdiente er sich sein Studiengeld als Feuerzeugverkäufer auf Märkten und als Schalterbeamter bei der niederländischen Eisenbahn.
Wieringa hatte 2005 mit seinem Entwicklungsroman Joe Speedboot seinen ersten preisgekrönten Erfolg als Schriftsteller, nachdem er vorher bereits drei Romane veröffentlicht hatte. Für den öffentlich-rechtlichen Radio- und Fernsehsender VPRO schrieb er das Drehbuch für die Episode Laatste Wolf aus der Fernsehserie Goede daden bij daglicht. Für den katholischen Radiosender KRO schrieb er mehrere Hörspiele. Als Journalist war er unter anderem für die Tageszeitungen De Volkskrant und Rails sowie die politische Wochenschrift Vrij Nederland tätig. Einige seiner Kolumnen wurden unter anderem in den Gratiszeitungen De Pers und Sp!ts sowie der satirischen Studentenzeitung Propria Cures veröffentlicht.
Mit der Musikgruppe Donskoy experimentierte Wieringa beim Zusammenspiel von Poesie und Musik und veröffentlichte die CD Beatnik glorie. Des Weiteren trat er auf einigen Festivals als Vortragender auf. 2007 war er Gastpoet an der Technischen Universität Delft.
2010 schrieb Wieringa das Diktat Kakofonie für den belgisch-flämisch/niederländischen Rechtschreibwettbewerb Groot Dictee der Nederlandse Taal. Gewinner des Wettbewerbs war Pieter van Diepen.
Sein im August 2019 auf Deutsch erschienener Roman Santa Rita schildert das Leben und Innenleben der „Verlierer“ in den abgehängten ländlichen Gebieten der Niederlande. Als der einzige Freund des Protagonisten im eigenen Haus Opfer eines brutalen Raubüberfalls wird, kommt Bewegung in den gefühlten „Stillstand“ der „Schrumpfregion“. Für den 2017 in Originalsprache erschienenen Roman erhielt er den niederländischen BookSpot Literaturpreis 2018 sowohl in der Kategorie der Kritiker als auch der Leser.

## Preise und Auszeichnungen
- 2018: BookSpot Literatuurprijs für De heilige Rita
- 2014: De Inktaap für Dit zijn de namen
- 2013: Libris Literatuur Prijs für Dit zijn de namen
- 2009: Nominierung für den AKO Literatuurprijs für Caesarion
- 2006: F. Bordewijk-prijs für erzählende Prosa für seinen Roman Joe Speedboot
- 2006: Tzumpreis für Joe Speedboot
- 2006: DIXI Kinderliteraturpreis für Joe Speedboot
- 2002: Halewijnpreis für Alles over Tristan

### Nominierungen
- 2013: Euregio-Schüler-Literaturpreis für Der verlorene Sohn
- 2009: Euregio-Schüler-Literaturpreis für Joe Speedboot. Keine Zeit für Helden
- 2009: Halewijnpreis für Caesarion
- 2002: AKO Literatuurprijs (Auswahlliste) für Alles over Tristan

## Werke
- Dormantique’s manco. Roman. Knipscheer, Amsterdam 1995 ISBN 90-6265-410-X
- Amok. Roman. Knipscheer, Amsterdam 1997 ISBN 90-6265-442-8
- Alles over Tristan. Roman. De Bezige Bij, Amsterdam 2002 ISBN 90-234-0027-5
- Pleidooi voor de potscherf. Reisenotizen. Uitgeverij Reservaat, 2005 ISBN 90-74113-17-6
- Joe Speedboot. Roman. De Bezige Bij, Amsterdam 2005 ISBN 90-234-1433-0
  - Übers. Bettina Bach: Joe Speedboot. Keine Zeit für Helden. Hanser, München 2006 ISBN 3-446-20770-8; wieder dtv, München 2009 ISBN 978-3-423-13729-4
- Ik was nooit in Isfahaan, Reiseerzählung, auch unter dem Titel De familie onderweg erschienen. De Bezige Bij, Amsterdam 2006 ISBN 978-90-234-3787-1
- De dynamica van begeerte. De Bezige Bij, Amsterdam 2007 ISBN 978-90-234-2597-7
- Mister, 30-Minuten. Beilageheftchen zum Sechserpack von Jan Grand Prestige Bier. 2008
- De Boom. Erzählt am Bakenesser Avond am 21. Januar 2008. 2008
- mit Aart Broek: Met liefde behandelen, Hommage an Boeli van Leeuwen. Knipscheer, Haarlem 2008 ISBN 978-90-6265-596-0
- Caesarion. De Bezige Bij, Amsterdam 2009 ISBN 978-90-234-2997-5
  - Übers. Bettina Bach: Der verlorene Sohn. Hanser Verlag, München 2010 ISBN 978-3-446-23567-0[3]
- Ga niet naar zee. De Bezige Bij, Amsterdam 2010 ISBN 978-90-234-5802-9
- Portret van een heer. Kurzgeschichte. Uitgeverij B for Books, Serie «Literaire juweeltjes», 2011
  - Übers. Bettina Bach: Niemandes Herr, niemandes Knecht. Hanser Box ISBN 978-3-446-24992-9[4]
- Dit zijn de namen. Roman. De Bezige Bij, Amsterdam 2012 ISBN 978-90-234-7328-2
  - Übers. Bettina Bach: Dies sind die Namen. Hanser, München 2016 ISBN 978-3-446-24739-0
- Een mooie jonge vrouw. Roman. Stichting Collectieve Propaganda van het Nederlandse Boek, Amsterdam 2014 ISBN 978-90-5965-234-7 (Boekenweekgeschenk 2014)
  - Übers. Bettina Bach: Eine schöne junge Frau. Hanser, München 2015 ISBN 978-3-446-24788-8
  - im Taschenbuch bei dtv, München 2016 ISBN 978-3-423-14507-7
- Honorair Kozak. De Bezige Bij, Amsterdam 2015 ISBN 978-90-234-8625-1
- Vrouwen van de wereld. De Bezige Bij, Amsterdam 2016 ISBN 978-90-234-4836-5
- mit Jeroen Kooijmans: The Fish Pond Song. De Bezige Bij, Amsterdam 2016 ISBN 978-90-234-9656-4
- De leraar die mijn leven veranderde. Uitgeverij Thomas Rap, Amsterdam 2016 ISBN 978-94-004-0552-3
- De dood van Murat Idrissi. Hollands Diep, Amsterdam 2017 ISBN 978-90-488-3686-4
- De heilige Rita. De Bezige Bij, Amsterdam 2017 ISBN 978-90-234-5875-3
  - Übers. Bettina Bach:[5] Santa Rita. Hanser, München 2019 ISBN 978-3-446-26391-8[6]
- Dit is mijn moeder. Tommy Wieringa, Watergang 2019 ISBN 978-90-828830-0-8